# (400415) 2008 CM61
(400415) 2008 CM61 es un asteroide perteneciente al cinturón de asteroides, región del sistema solar que se encuentra entre las órbitas de Marte y Júpiter, descubierto el 3 de febrero de 2008 por el equipo del Spacewatch desde el Observatorio Nacional de Kitt Peak, Arizona, Estados Unidos.

## Designación y nombre
Designado provisionalmente como 2008 CM61. 

## Características orbitales
2008 CM61 está situado a una distancia media del Sol de 2,812 ua, pudiendo alejarse hasta 3,258 ua y acercarse hasta 2,366 ua. Su excentricidad es 0,158 y la inclinación orbital 11,05 grados. Emplea 1722,81 días en completar una órbita alrededor del Sol.

## Características físicas
La magnitud absoluta de 2008 CM61 es 16,4. 